# Judith Gap
Judith Gap és una població dels Estats Units a l'estat de Montana. Segons el cens del 2000 tenia 164 habitants.

## Demografia
Segons el cens del 2000, Judith Gap tenia 164 habitants, 69 habitatges, i 48 famílies. La densitat de població era de 171,1 habitants per km².
Dels 69 habitatges en un 34,8% hi vivien nens de menys de 18 anys, en un 49,3% hi vivien parelles casades, en un 7,2% dones solteres, i en un 30,4% no eren unitats familiars. En el 30,4% dels habitatges hi vivien persones soles l'11,6% de les quals corresponia a persones de 65 anys o més que vivien soles. El nombre mitjà de persones vivint en cada habitatge era de 2,38 i el nombre mitjà de persones que vivien en cada família era de 2,83.
Per edats la població es repartia de la següent manera: un 30,5% tenia menys de 18 anys, un 5,5% entre 18 i 24, un 21,3% entre 25 i 44, un 31,7% de 45 a 60 i un 11% 65 anys o més.
L'edat mediana era de 40 anys. Per cada 100 dones de 18 o més anys hi havia 115,1 homes.
La renda mediana per habitatge era de 16.979 $ i la renda mediana per família de 17.292 $. Els homes tenien una renda mediana de 25.625 $ mentre que les dones 11.250 $. La renda per capita de la població era de 8.927 $. Aproximadament el 33,3% de les famílies i el 37,3% de la població estaven per davall del llindar de pobresa.

## Poblacions més properes
El següent diagrama mostra les poblacions més properes.